# 이종호 (배우)
이종호(李鐘浩, 일본어: 岩本 鐘浩 이와모토 종호[*], 1970년 9월 10일~)는 재일 한국인 배우이다.